# Должанка (приток Чёрной)
Должанка — река в России, протекает в Плюсском районе Псковской области. Берёт начало из озеро Долгое (Долговское). Устье реки находится в 1,6 км по левому берегу реки Чёрная. Длина реки составляет 12 км. На реке расположена дер. Должицы Плюсской волости.

## Данные водного реестра
По данным государственного водного реестра России относится к Балтийскому бассейновому округу, водохозяйственный участок реки — Нарва. Относится к речному бассейну реки Нарва (российская часть бассейна).
Код объекта в государственном водном реестре — 01030000412102000026949.